# Kadetrinne (Naturschutzgebiet)

Karte der Naturschutzgebiete in der deutschen ausschließlichen Wirtschaftszone

Die Kadetrinne ist ein Naturschutzgebiet im Bereich der deutschen ausschließlichen Wirtschaftszone in der Ostsee.

## Allgemeines
Das Naturschutzgebiet ist rund 100 km² groß. Es ist deckungsgleich mit dem gleichnamigen, 2007 ausgewiesenen FFH-Gebiet. Nach Südosten schließt sich das FFH-Gebiet „Darßer Schwelle“ an. Das Gebiet steht seit dem 28. September 2017 unter Naturschutz.

## Beschreibung
Das Naturschutzgebiet liegt in der Ostsee nordöstlich von Rostock. Es umfasst einen Bereich, der nach Nordwesten von der seewärtigen Abgrenzung der deutschen ausschließlichen Wirtschaftszone und nach Südosten von der seewärtigen Grenze des deutschen Küstenmeeres begrenzt wird. Es stellt einen Bereich der Kadetrinne unter Schutz, die hier die Darßer Schwelle durchbricht und sich dabei bis zu 32 Meter tief in den von einem Geschiebemergelrücken gebildeten Meeresboden einschneidet. Sie bildet damit ein wichtiges Rinnensystem für den Wasseraustausch zwischen Nord- und Ostsee. Flanken der Rinnen werden von großen Steinriffenkomplexen gebildet. Hier siedeln Großalgen und Miesmuscheln.
Das Gebiet ist Lebensraum und Wanderroute des Schweinswals. Auch Prachttaucher, Sterntaucher und Zwergmöwe sind heimisch, als Zugvögel kommen z. B. Eiderente, Eisente und Trauerente vor. Das Naturschutzgebiet dient als Regenerationsraum für eine artenreiche, benthische Fauna mit einer hohen Anzahl an Rote-Liste-Arten. Das Gebiet hat als solches eine Verbindungs- und Trittsteinfunktionen für die Ökosysteme der westlichen und zentralen Ostsee.
In Teilen des Naturschutzgebietes ist die Freizeitfischerei eingeschränkt bzw. verboten. Dafür wurden zwei Schutzzonen eingerichtet: In der Zone 1 im Südwesten des Schutzgebietes ist die Freizeitfischerei ganzjährig verboten, in der Zone 2 im Nordosten von Anfang Februar bis Ende Mai.